# Ricardo Lucas
Ricardo Lucas, meglio noto come Dodô (San Paolo, 2 maggio 1974), è un ex calciatore brasiliano, di ruolo attaccante.